# Karkemisi csata
A karkemisi csata i. e. 607–605-ben II. Nékó egyiptomi fáraó és II. Nabú-kudurri-uszur babiloni trónörökös csapatai között zajlott az Eufrátesz melletti Karkemisnél. Az ütközetben a babiloni sereg teljes győzelmet aratott, melynek következtében Egyiptom érdekszférájából kikerült a Közel-Kelet térsége.

## A csata előtti politikai helyzet
A térség korábbi nagyhatalma, Asszíria a méd-babiloni koalíció csapásai alatt összeomlott. Harrán városában azonban II. Assur-uballit, Szín-sar-iskun egykori parancsnoka még tartotta magát az asszír sereg maradványaival.
Az így keletkezett hatalmi vákuumba Egyiptom igyekezett benyomulni, s szerette volna kiterjeszteni befolyását a korábban asszír fennhatóság alatt álló szír-palesztin területekre, melyek az asszír hódítás előtt még Egyiptom hatalmában voltak. II. Nékó fáraó a Júda alávetését eredményező i. e. 609-ben lezajló megiddói csata után indított újabb hadjáratban az Eufráteszig nyomult előre, s Karkemisnél erős egyiptomi helyőrséget hozott létre. A megiddói csata után előálló kánaáni helyzet azonban évekre akadályozta az északi törekvések kivitelezésében. Karkemis névleg még asszír terület volt és Nékó Asszíria szövetségeseként, Asszíria védelmében lépett fel. Az erősödő Babilon ezt nem nézte jó szemmel, mivel úgy vélte, hogy az Eufrátesztől nyugatra fekvő területekre neki van joga. Ezért első lépésként i. e. 607-ben Szíria meghódítását kísérelte meg, s ebben jelentett fő akadályt az egyiptomi felügyelet alatt álló Karkemis.

## A csatározások
I. e. 605-ig a súlyos veszteségekkel járó összecsapásokban a babiloni sereget Nabú-apal-uszur király vezette. Ám ekkor visszatért a fővárosba és a fővezérséget átadta fiának, II. Nabú-kudurri-uszur trónörökösnek, akinek egy meglepetésszerű támadással sikerül bevennie Karkemist. A babiloniak az egyiptomi sereg nagy részét lemészárolták, s a visszavonuló, menekülő fáraót egészen Pelusiumig üldözték. A Nabú-kudurri-uszur vezette babiloni hadsereg csak királyuk halálhírére fordult vissza, hogy a trónörökös elfoglalja Babilon trónját.

## A csata következményei
A babiloni birodalom Szíria-Palesztinát (másképp Levante, Fönícia) az egyiptomi határig bekebelezte. Egyiptom e területekről véglegesen kiszorult, nagyhatalmi státusza végérvényesen megrendült.

## Kapcsolódó szócikk
- Hadviselés az ókori Egyiptomban